# Contea autonoma naxi di Yulong
La contea autonoma naxi di Yulong (玉龙纳西族自治县S, Yùlóng Nàxīzú ZìzhìxiànP) è una contea della Cina, situata nella provincia di Yunnan e amministrata dalla prefettura di Lijiang.